# الدوري البرتغالي الدرجة الثانية 2003–04
الدوري البرتغالي الدرجة الثانية 2003–04 هو موسم من الدوري البرتغالي الدرجة الثانية. فاز فيه نادي إيسبينهو.